# Sidi Mansour (Marroc)
Sidi Mansour (en àrab سيدي منصور, Sīdī Manṣūr; en amazic ⵙⵉⴷⵉ ⵎⵏⵚⵓⵕ) és una comuna rural de la província de Rehamna, a la regió de Marràqueix-Safi, al Marroc. Segons el cens de 2014 tenia una població total de 5.488 persones.